# Polyrhachis ruficornis
Polyrhachis ruficornis é uma espécie de formiga do gênero Polyrhachis, pertencente à subfamília Formicinae.